# Хенри Уолтър Бейтс
Хенри Уолтър Бейтс (на английски: Henry Walter Bates) е английски естественик и изследовател, който дава първото научно обяснение на мимикрията при животните. Известен е със своята голяма експедиция в долината на Амазонка, която провежда заедно с Алфред Ръсел Уолъс от 1848 до 1859, и от която се завръща с колекция от над 14 000 вида (предимно насекоми), от които 8000 са нови за науката. Пътешествията му са разказани в класическата книга "Натуралист на Амазонка" (1863).

## Ранни години (1825 – 1847)
Роден е на 8 февруари 1825 година в Лестър, графство Лестършър, Великобритания. Като Алфред Ръсел Уолъс, Томас Хъксли и други британски учени от онова време, той няма специално образование в областта на науката. На 12-годишна възраст напуска училище и на 13 става чирак при един търговец на трикотаж. Учи самостоятелно в свободното си време и се отдава на любимото си занимание – събиране на насекоми в гората. През 1843, едва 18-годишен, издава първото си малко произведение за живота на бръмбарите, публикувано в списание по зоология.
По същото това време Бейтс се сприятелява с Уолъс, който е преподавател в училище в Лестър. Уолъс също е запален ентомолог, той е чел същия вид книги, които Бейтс чете – книгата на Малтус за населението, Джеймс Хътън и Лайъл за геологията, пътуването на Дарвин и други, повечето от които поставят еволюцията на природата на ежедневна дискусия сред грамотните хора. Двамата четат заедно книгата на Уилям Х. Едуардс за експедицията му по Амазонка и прочитането на тази книга ги подтиква да предприемат голяма експедиция в поречието на най-пълноводната река на Земята.

## Експедиция в Южна Америка (1848 – 1858)
През 1847 г., Уолъс и Бейтс обсъждат идеята за експедиция по Амазонка, като планът е така направен, че периодично изпращаните от тях екземпляри от насекоми да покриват разходите им по пътуването. Двамата вече опитни ентомолози, събират „списъци“ на желанията на музеи и колекционери, какви екземпляри от насекоми да изпращат в Англия.
Бейтс и Уолъс отплават от Ливърпул през април 1848 и в края на май пристигат в Белен, Бразилия.
В периода 1848 и 1849 г., двамата заедно изследват 200 км от долното течение на река Пара. През август и септември 1848 изследват река Токантинс до праговете Гуариба на 4º10` ю.ш. През септември и октомври 1849 се изкачват по Амазонка до Манаус. След достигането им до Манаус, който става база на Бейтс, двамата се разделят и започват самостоятелни изследвания, като Уолъс се насочва към Рио Негро (ляв приток на Амазонка) и Ориноко.
От 1850 до 1858 Бейтс изследва долината на Средна и Долна Амазонка. През март и април 1850 се изкачва по Амазонка до устието на левия ѝ приток Жапура (Япура) и изследва езерото Тефе, разположено на десния бряг на Амазонка, срещу устието на Жапура. През 1851 се спуска обратно до Белен. През ноември 1851 се изкачва до устието на река Тапажос и от юни до август 1852 се изкачва на 150 км по последната и изследва около 130 км от долното течение на десния ѝ приток река Кунани. През юни 1854 се изкачва отново до езерото Тефе, изследва долното течение на река Иса (ляв приток на Амазонка) и самата Амазонка до устието на десния ѝ приток Жандиатуба (3°15′ ю. ш. 69°15′ з. д. / 3.25° ю. ш. 69.25° з. д.).
В резултат на дългогодишното пребиваване в нездравословните райони по поречието на Амазонка здравето му се влошава и през 1858 окончателно се завръща в Англия. По време на цялото си пребиваване в басейна на Амазонка той непрекъснато изпраща своите колекции, които обогатяват британските музеи и частни колекционери.

## Следващи години (1858 – 1892)
Следващите три години след завръщането си от пътешествието си прекарва в писане на големия си труд „Натуралист на Амазонка“, считан за един от най-добрите доклади за природата на амазонската джунгла.
През 1861 се жени за Сара Ан Мейсън. От 1864 нататък работи като помощник секретар на Кралското географско дружество. От 1868 до 1878 е председател на ентомологично дружество в Лондон. През 1871 е избран за научен сътрудник на обществото на Линей, а през 1881 – за научен сътрудник на Британската академия на науките.
Умира от бронхит на 16 февруари 1892 година в Лондон на 67-годишна възраст.
Голяма част от колекциите му се съхраняват в Природонаучния музей в Лондон, а други са в колекциите на частни колекционери.

## Трудове
- Contributions to insect fauna of the Amazon valley (1867);
- The naturalist on the river Amazons (v. 1 – 2, 1863, 2 ed., 1864).